# Synagoge (Skeliwka)

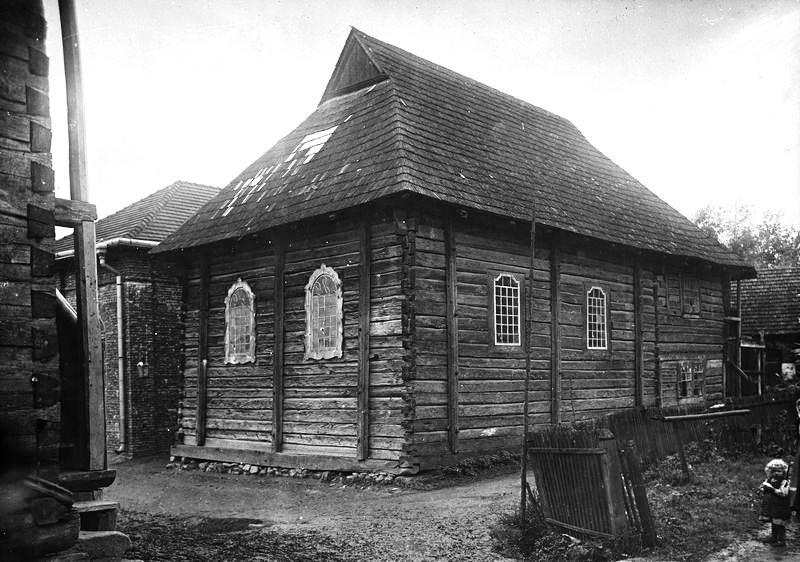
Synagoge zwischen 1910 und 1913

Die hölzerne Synagoge in Skeliwka, einer ukrainischen Ortschaft in der Oblast Lwiw, wurde um 1800 erbaut und ist im Zweiten Weltkrieg abgebrannt.

## Geschichte
Die Synagoge stammt von Ende des 18. oder Beginn des 19. Jahrhunderts. Im Ersten Weltkrieg wurde sie teilweise zerstört und danach wieder aufgebaut. Im Zweiten Weltkrieg wurde sie vollständig niedergebrannt.

## Architektur
Die Haupthalle war 10,80 × 8,60 m groß und hatte bis zur Gewölbespitze eine Höhe von 10,00 m. Ihr waren im Westen das Vestibül und ein Nebenraum vorgelagert. Darüber befand sich der Gebetsraum der Frauen; dieser war über eine Treppe entlang der Westwand erreichbar. Der Eingang zur Haupthalle für die Männer war vom Süden durch Nebenraum und Vestibül zum Gebetsraum.
An den Außenwände der Halle waren je zwei Fenster; Nebenraum und Frauenempore hatten je ein kleineres, einfaches Fenster.
Das Dach war ein Walmdach, das oben in ein kleineres Giebeldach überging. Im Inneren hatte der Gebetsraum ein Klostergewölbe.
Die Wände waren farbig bemalt, die Malereien waren aber zu Beginn des 20. Jahrhunderts kaum noch zu erkennen.
Der Toraschrein stand auf einer hohen Plattform und war mit Holzdekorationen verziert. Die achteckige Bima stand in der Mitte des Raumes.